# Frank Vanhecke
Frank Vanhecke (Bruges, 30 mai 1959) est un homme politique belge, ancien président du Vlaams Belang, parti de l'extrême droite nationaliste flamande. 
En opposition avec la ligne incarnée par Dewinter dans le Vlaams Belang, il quitte le parti en 2011.

## Biographie

### Études
Franck Vanhecke obtient une maîtrise de philosophie et lettres en sciences de la communication en 1981.

### Parcours politique
Il est secrétaire général adjoint du groupe des droites européennes de 1989 à 1994.
Conseiller communal de Bruges de 1994 à 2004, où il préside le groupe du parti, il est député européen lors des élections européennes de 1994, puis réélu en 1999.
Le 8 juin 1996 l'ancien président du Vlaams Blok, Karel Dillen,le désigne comme son successeur. Aussi il est porté à la tête du parti le 4 février 2001, où il demeure jusqu'en 2008. Il est élu au Sénat lors des élections législatives fédérales de 2003, il quitte alors le Parlement européen et prend la présidence du groupe parlementaire du Vlaams Blok au Sénat. Lors des élections européennes de 2004, il fait son retour au Parlement européen, où rejoint en 2011 le groupe Europe libertés démocratie.
Il abandonne ses mandats en septembre 2010 et n'envisage plus de figurer sur une liste électorale à la suite d'une dissension avec la tête du parti,.

### Vie privée
Il épouse le 8 janvier 2011 Marie-Rose Morel, ancienne membre du Vlaams Belang, qui décède un mois plus tard.